# Kutusaari (ö i Kajanaland, Kehys-Kainuu, lat 65,03, long 28,83)
Kutusaari är en ö i Finland. Den ligger i sjön Pirttijärvi och i kommunen Suomussalmi i den ekonomiska regionen  Kehys-Kainuu  och landskapet Kajanaland, i den centrala delen av landet, 600 km norr om huvudstaden Helsingfors. Öns area är 1,8 hektar och dess största längd är 310 meter i nord-sydlig riktning.